# SUPER JUNIOR D&E LIVE TOUR 2024 ~DEpature~
《SUPER JUNIOR D&E LIVE TOUR 2024 ~DEpature~》는 슈퍼주니어-D&E의 네 번째 일본 전국 콘서트 투어이다.

## 개요
2024년 1월 10일, 슈퍼주니어-D&E 일본 공식 홈페이지는 13회로 예정된 슈퍼주니어-D&E의 네 번째 일본 투어의 일정을 공개하였으며 13일부터 2월 5일까지 팬클럽 선행 예매가 2월 13일부터 일반 예매가 진행되었다. 뒤이어 3월 12일, 6년만의 투어에도 불구하고 13회에 걸친 홀 투어 티켓이 전석 매진될 만큼 현지 팬들의 호응이 좋아 도쿄와 효고현에서의 총 4회 공연이 추가되기에 이르며 투어 타이틀이 이와 같이 결정되었다.
슈퍼주니어-D&E는 6년여만에 개최된 이 투어를 통해 약 5만명의 누적 관객을 기록하였다.

## 투어 일정
| 일정            | 도시       | 장소                              | 관객 수       |
| --------------- | ---------- | --------------------------------- | ------------- |
| 2024년 4월 12일 | 오사카     | 그랑큐브 메인 홀                  | 통산 4,000명  |
| 2024년 4월 13일 | 오사카     | 그랑큐브 메인 홀                  | 통산 4,000명  |
| 2024년 5월 1일  | 다치카와시 | 타치가와 스테이지 가든            | 통산 4,000명  |
| 2024년 5월 2일  | 다치카와시 | 타치가와 스테이지 가든            | 통산 4,000명  |
| 2024년 5월 4일  | 시즈오카시 | 시즈오카 시민문화회관             | 2,900명       |
| 2024년 5월 5일  | 아이치     | 일본특수도업 시민회관 포레스트 홀 | 통산 3,000명  |
| 2024년 5월 6일  | 아이치     | 일본특수도업 시민회관 포레스트 홀 | 통산 3,000명  |
| 2024년 5월 10일 | 사이타마   | 사이타마 문화 센터 홀             | 3,500명       |
| 2024년 5월 17일 | 가나가와현 | 가나가와 현민 홀                  | 3,000명       |
| 2024년 5월 19일 | 오사카     | 사카이 시민예술문화 홀            | 2,500명       |
| 2024년 5월 23일 | 후쿠오카시 | 후쿠오카 선 팰리스                | 통산 4,600명  |
| 2024년 5월 24일 | 후쿠오카시 | 후쿠오카 선 팰리스                | 통산 4,600명  |
| 2024년 5월 25일 | 히로시마시 | 히로시마 문화회관 HBG 홀          | 2,000명       |
| 2024년 6월 1일  | 동경       | 국립 요요기 경기장 제1체육관      | 통산 24,000명 |
| 2024년 6월 2일  | 동경       | 국립 요요기 경기장 제1체육관      | 통산 24,000명 |
| 2024년 6월 25일 | 고베시     | 고베 월드 기념 홀                 | 통산 10,000명 |
| 2024년 6월 26일 | 고베시     | 고베 월드 기념 홀                 | 통산 10,000명 |

## 세트 리스트
- Concert Start -
- Like That (JP)
- B.A.D (KR)
- Here We Are (JP)

- Ment -
- LOSE IT (JP)
- 超プレッシャー (JP/초 프래셔)

- VCR #1 -
- Blue Moon (KR/동해 Solo)
- Beautiful Liar (KR)
- Illusion (Obsessed) (KR/은혁 Solo)
- 땡겨 (Danger) (KR)

- Ment -
- I Wanna Love You (KR)
- ROSE (KR)
- 君が泣いたら (JP/그대가 운다면)
- Growing Pains (KR-JP)

- Ment -
- You&Me (JP)
- SUNRISE (JP)
- I WANNA DANCE (JP)
- Oppa, Oppa (JP)
- もっとぎゅっと (JP)

- Encore -
- 지지배 (GGB) (KR)

- Ment -
- Saturday Night (JP)
- Kiss Kiss Dynamite (JP)
- Hello (JP)

- Concert Start -
- Like That (JP)
- B.A.D (KR)
- Here We Are (JP)

- Ment -
- LOSE IT (JP)
- 超プレッシャー (JP/초 프래셔)

- VCR #1 -
- Circus (JP)
- MOTOCYCLE (JP)
- You Don't Go (JP)

- Ment -
- Blue Moon (KR/동해 Solo)
- Beautiful Liar (KR)
- Illusion (Obsessed) (KR/은혁 Solo)
- 땡겨 (Danger) (KR)

- Ment -
- I Wanna Love You (KR)
- ROSE (KR)
- 君が泣いたら (JP/그대가 운다면)
- Wings (JP)
- 24Lovers (JP)
- Growing Pains (KR-JP)

- Ment -
- You&Me (JP)
- SUNRISE (JP)
- I WANNA DANCE (JP)
- Oppa, Oppa (JP)
- もっとぎゅっと (JP)

- Encore -
- 지지배 (GGB) (KR)

- Ment -
- Kiss Kiss Dynamite (JP)
- 촉이 와 (Can You Feel It?) (KR)
- Hello (JP)

## 제작
- 슈퍼주니어-D&E (은혁, 동해)
- 기획 · 제작 : 오드 엔터테인먼트, ON THE LINE
- 총감독 : 오오쿠보 마사오